# Elettrooculogramma

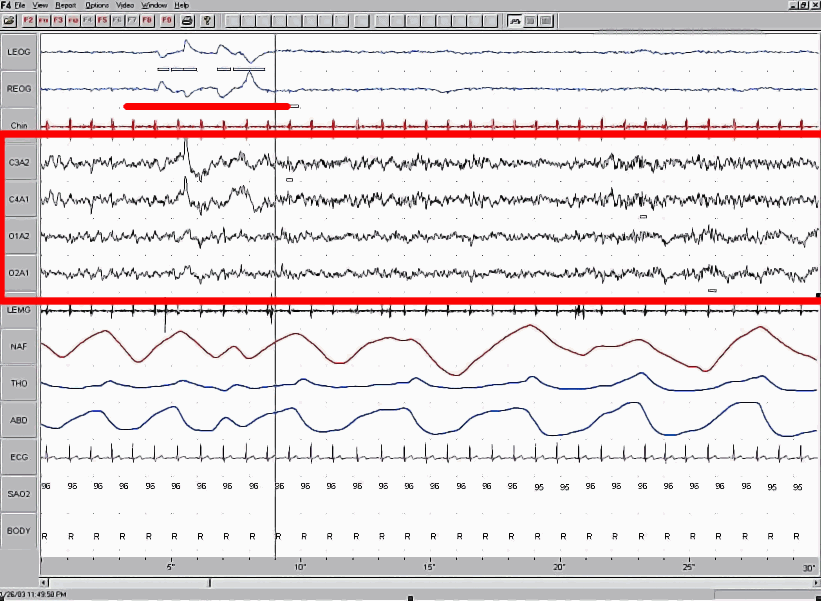
Registrazione polisonnografica del sonno REM. L'EOG è rappresentato dalle prime due righe del grafico.

L'elettrooculogramma (EOG) è una misura del potenziale elettrico associato ai movimenti oculari. Viene principalmente registrato nella polisonnografia, per individuare i movimenti degli occhi utili nella stadiazione del sonno.
La registrazione si basa sulla differenza di potenziale esistente tra cornea (positiva) e retina (negativa) e viene effettuata mediante elettrodi, con derivazioni referenziali (linea tratteggiata) alla mastoide controlaterale (le mastoidi vengono contrassegnate come punto A1 ed A2 secondo il criterio internazionale 10-20), poste sul canto esterno dell'occhio destro (ROC) e sinistro (LOC) rispettivamente 1 cm sopra ed 1 cm sotto un'ideale linea orizzontale passante per l'occhio.